# Mychonia rubida
Mychonia rubida är en fjärilsart som beskrevs av Paul Dognin 1906. Mychonia rubida ingår i släktet Mychonia och familjen mätare. Inga underarter finns listade i Catalogue of Life.